# Hello Gutter, Hello Fadder
"Hello Gutter, Hello Fadder" (Um Amor de Pai no Brasil) é o sexto episódio da décima primeira temporada de Os Simpsons. Ele foi exibido originalmente pela Fox nos Estados Unidos em 14 de novembro de 1999. O episódio conta com as participações especiais de Ron Howard, Penn & Teller, Pat O'Brien e Nancy O'Dell.

## Enredo
Homer deixa de ir a um chá com Marge para jogar boliche, dizendo que tem uma emergência na usina. A mentira é revelada quando Homer faz um jogo perfeito de 300 pontos, e chama a atenção da mídia local. Por causa do seu feito, Homer vira celebridade, aparecendo no programa The Springfield Squares e em vários outros eventos.
Mas a fama é instável, e rapidamente Homer vai de 'homem do momento' para a seção do "Por onde anda"?. Deprimido, ele tenta se suicidar, mas ao ver Ron Howard com seus filhos, Homer resolve dedicar a vida às suas crianças. Como Bart e Lisa já estão bem independentes, Homer decide passar mais tempo com Maggie, a filha com quem têm menos contato.